# 채윤 (가수)
채윤(採贇, 본명: 이슬, 1984년 4월 23일~)은 대한민국의 트로트 가수 겸 배우·방송인이다.

## 개요
채윤은 6년이라는 길고 긴 트로트 연습생 시절의 힘든 과정을 이겨내고 가창력, 퍼포먼스를 두루 갖추었다는 평가를 받으며 2009년 《이나영 1집》을 발표하면서 이나영으로 활동을 시작했다. 이후 2019년 1월에는 이채윤으로 예명을 바꾸었다가 2020년 12월 지금의 채윤으로 변경했다. 2021년 JTV '전국 TOP 10 가요쇼'에 '영텐(Young 19)' 2기로 출연했으며, 2022년에는 CJB '쇼!뮤직파워'에서 MC로도 활동했다. 2024년 '전국 TOP 10 가요쇼'에서 '핫텐(HOT 10)'으로 출연했고, 2024년 12월 부터는 '전국 TOP 10 가요쇼'에서 MC로 활동하고 있다. 상큼하고 통통튀는 독보적인 매력을 갖추었다.
롤 모델은 톡톡 튀는 상큼함의 장윤정, 주현미의 창법, 이미자의 구슬픈 목소리, 인순이의 카리스마를 모두 닮고 싶다고 한다.

## 생애
채윤은 춤과 노래를 좋아하고, 무대 위에서 받는 뜨거운 시선이 좋아 뮤지컬 배우가 꿈이어서 뮤지컬 가수가 되려고 했다. 초등학교 시절 전교회장을 역임했으며, 축제에서 사회를 보고 장기자랑을 통해 노래를 부르는 등 남들 앞에 나서는 활달한 성격이었다. 장기자랑에선 주로 트로트를 불렀다. 고교시절엔 방송반 활동 및 진행도 했다. 코요테를 보고 가수의 꿈을 가졌다. 19세에 고향인 광주에서 상경해 모 기획사에 들어갔는데 목소리에 담긴 '뽕필'을 발견한 전 기획사 대표가 트로트를 권유했다. 오직 트로트 가수가 되겠다는 꿈을 안고 19세 때부터 6년간 트로트 연습생 생활을 보냈다. 기획사에서 녹음까지 모두 끝마쳤음에도 결국 앨범을 발매하지 못하는 시련을 겪었다. 고되고 긴 연습생 생활을 하면서도 계속 음반이 나오지 않아 채윤의 부모님은 그녀의 앞날을 걱정해 가수가 되겠다는 채윤의 꿈에 심한 반대의사를 내비쳐 채윤의 맘고생도 무척 심했다고 한다. 연습생 생활을 하면서 언제 음반이 나올지도 모르는 불안함 속에 시간은 점점 흘러가고 나이는 한 살 한 살 먹어가고 너무 힘들고 괴로웠지만 트로트 가수라는 꿈을 버릴 수는 없었다. 음반은 나오지 않고 6년째 음반이 나온다는 말만 반복되자 부모님은 곧 음반이 나온다는 말을 믿지 않았다. 2009년 10월 위닝인사이트 엔터테인먼트를 만나 그토록 바라던 트로트 가수의 꿈을 이뤘다. 데뷔 앨범이 나오는 것을 보고는 부모님은 든든한 후원자로 바뀌었다.

## 데뷔
채윤은 6년간의 준비기간를 거친 끝에 위닝인사이트 엔터테인먼트와 계약하고 2009년 10월 23일 정규 《이나영 1집》으로 데뷔했으며, 10월 29일 Mnet 《엠카운트다운》을 통해 〈꽃단장〉으로 첫 데뷔 무대에 올랐다. 하지만 장기간의 공백 때문인지 싱글 《삼삼하게》를 발표한 2019년 1월 3일을 정식 데뷔일로 삼고있다.

## 앨범
- 2009.10.23. 정규 《이나영 1집》 수록곡 〈오빠 돌아와〉,〈꽃단장〉타이틀곡,〈매콤한 사랑〉,〈하리오〉,〈1초만에〉,〈어머어머〉,〈아리랑〉,〈웃짜라자짜〉,〈깨알같은 당신〉,〈사랑의 홈런〉 (장르:트로트, 발매사: 지니뮤직 / Stone Music Entertainment, 기획사: 위닝인사이트 엔터테인먼트)
- 2019.01.03. 싱글 《삼삼하게》 수록곡 〈삼삼하게〉 (장르:트로트, 발매사: 쿠킹뮤직, 기획사: JJ 엔터테인먼트)
- 2021.02.01. 싱글 《으라차차 내 인생》송준근 & 채윤, 수록곡 〈으라차차 내 인생〉송준근X채윤(작곡: 김태규/박혜연, 작사: 오은영, 편곡: 으라차차) (장르:트로트, 발매사: 쿠킹뮤직, 기획사: JJ 엔터테인먼트)
- 2021.04.15. 싱글 《영텐입니다》마이진/채윤/강혜연/박민주/해수/안성훈/이도진/김중연/김태욱/남승민, 수록곡 〈영텐입니다〉영텐 (작사:제이티브이, 작곡:김정호, 편곡:방배동사람들, 장르:트로트, 발매사:오감엔터테인먼트, 기획사:JTV)
- 2021.08.28. 싱글 《팔도야》 수록곡 〈팔도야〉 (장르:트로트, 발매사: (주)쿠킹뮤직, 기획사: 제이제이엔터테인먼트)
- 2022.06.02. 싱글 《못》 수록곡 〈못〉(작사: 김순곤, 작곡/편곡:서창원/윤정노) (장르:트로트, 발매사: (주)쿠킹뮤직, 기획사: 제이제이엔터테인먼트)
- 2022.11.22. EP 《즐거운 인생》 수록곡 〈즐거운 인생〉(작사: 소산, 작곡:공정식, 편곡:정경천),〈삼삼하게〉,〈팔도야〉,〈못〉,〈으라차차 내 인생〉채윤X송준근 (장르:트로트, 발매사: (주)쿠킹뮤직, 기획사: 제이제이엔터테인먼트)

## 활동
- 2009년 4월 ~ 6월 동안 서울과 대전에서 공연한 코믹살롱뮤지컬 《더 팬츠(THE PANTS)》에 유일한 여성 배우로 출연했다. 본명인 '이슬'로 출연한 《더 팬츠》는 남탕을 배경으로 한 창작뮤지컬이다.
- 2009년 10월 23일 이나영(채윤)이 6년간의 준비 기간 끝에 완성하여 《이나영 1집》으로 화려하게 데뷔했다. 여느 가수 준비생들과는 다르게 트로트의 매력에서 벗어날 수 없었던 이나영은 6년이라는 길고 긴 연습생시절의 힘든 과정을 이겨내고 가창력, 퍼포먼스를 두루 갖추었다. 세미트로트를 넘어서 모든 연령층이 함께 즐길수 있는 새로운 형태의 트로트 장르인 네오트로트를 표방하며 정통트로트에 힙합 리듬을 가미했다. 《이나영 1집》 앨범은 폭소 넘치는 재기발랄한 가사와 대중적인 멜로디로 기획, 구성 되었다.  타이틀곡 〈꽃단장〉은 춤이 절로 나오는 경쾌한 힙합 리듬 위에 트로트의 정수인 꺽기가 절묘하게 섞인 이나영의 목소리가 합쳐진 색다른 트로트다. 가사와 줄거리는 단순하면서도 직설적인 화법을 쓰고 있다. 예쁘게 꽃단장을 하고 돌아다니던 여자가 우연히 자신의 이상형을 만나게 되어 애인이 있음에도 불구하고 이상형을 유혹한다는 내용이다. 10번 트랙 〈사랑의 홈런〉은 KBS 2TV 주말 예능프로그램 《천하무적 야구단》의 삽입곡으로 사용되면서 사람들의 관심을 모았었다.[7] 히트곡 메이커 김민진이 데뷔 앨범의 총괄 프로듀서를 맡았다.

- 데뷔 무대 직후 이름 논란 - 엠카운트다운 데뷔 직후 인터넷에 이나영이란 이름을 검색하면 배우 이나영 보다 채윤(이나영)의 사진이 먼저 검색됐다고 한다. 이 때문에 같은 이름을 두고 논란이 있었다. 채윤의 본명은 '이슬'인데 소속사 대표가 이름이 너무 가벼워서 대박나라고 비싼 돈을 주고 '이나영'으로 지었다.[8]

- 2009년 10월 29일 6년 만에 정규앨범 《이나영 1집》을 발매, 타이틀곡 〈꽃단장〉으로 10월 29일 Mnet 《엠카운트다운》을 통해 데뷔한 이나영(채윤)이 무대를 마친 뒤 눈물을 펑펑 흘렸다. 이나영은 "그간의 고생들이 주마등처럼 스쳐 지나가면서 한편으로는 감격스럽고, 이제는 부모님께 당당히 내가 사랑하는 일을 인정받을 수 있어 나도 모르게 눈시울이 붉어져 목이 메도록 펑펑 울고 말았다."고 소감을 밝혔다. 이날 이나영은 섹시한 토드무늬 슬립 스타일의 란제리룩 의상을 입고 무대에 올라 6년간의 연습생 생활을 한 만큼 안정된 가창력과 퍼포먼스로 이성을 유혹하는 가사와 걸맞게 풍부한 감정을 곁들인 간드러진 콧소리와 바이브레이션, 교태스러운 몸짓과 눈빛으로 관객들을 유혹했다.[9] 첫 정규앨범 준비할 때부터 2인조 그룹 노라조가 음악적으로 많은 조언을 하고, 한창 녹음을 하고 있을 당시에는 녹음실에 간식을 사들고 와서 많은 응원과 지도를 해줬다. 〈꽃단장〉은 개인 블로그와 카페를 통해 누리꾼 사이에서 유행처럼 퍼졌다.

- 2009년 11월 1일 KBS 2TV 《1박 2일》에서 배경음악으로 〈꽃단장〉이 첫 전파를 탔다.[10]

- 2009년 12월 12일 KBS 2TV 《스타골든벨》에 출연해 1집 뮤직비디오 촬영 때 섹시한 느낌을 살리려고 노라조의 "야한 영화를 보고 참고하라"는 조언에 따라 야동을 보고 무대에 올랐다고 밝혔다.[11]

- 2009년 12월 13일 첫 방송 출연(녹화는 12월 6일)으로 SBS 예능 《도전 1000곡》에 출연해 노라조 멤버 조빈과 함께 백지영의 〈내귀의 캔디〉를 열창하던 채윤은 본격적인 퍼포먼스를 선보이려던 찰나 가사를 틀려 탈락하는 불운을 맛보았다. 채윤은 "첫 예능출연이라 너무 긴장한 나머지 준비한 것을 미처 다 보여드리지 못하고 탈락해 너무 아쉽다"며 "다음번에는 더욱 연습도 많이 하고 연습도 철저히 해서 꼭 우승을 차지하겠다"고 소감을 전했다.[12]

- 2009년 12월 14일 SBS 러브FM 《배칠수, 전영미의 와와쇼》 첫 출연 이후 2010년 1월 11일 부터 3주간 매주 월요일 고정 게스트로 출연했다. 프로그램 관계자는 "이나영씨는 노래 잘하는 가수답게 아름다운 목소리를 가졌다. 특히, 목소리 톤이 맑고 발음과 발성이 좋아 목소리 만들어 메시지를 전달해야 하는 라디오와 궁합이 딱 맞는 최상의 조건을 가진 게스트이다."고 극찬했다.[13]

- 2011년 까지는 가수활동을 이어갔다.

- 2019년 1월 3일 상큼하고 통통 튀는 보이스로 독보적인 매력을 소유한 이채윤(채윤)[14]은 3일 낮 12시에 신곡 〈삼삼하게〉를 발매하며 다시 활동을 재개했다. 〈삼삼하게〉는 경쾌하고 발랄한 리듬을 기반으로 하여 누구나 쉽게 따라 부를 수 있는 중독성 강한 후렴구를 가진 곡이다. 징과 꽹과리 등 국악기를 접목하여 남녀노소 모두 흥을 돋우는 희망적인 대 국민송이다. 트레이닝부터 디렉팅, 작사, 작곡까지 국민 코러스 김현아가 참여했다.[15][16]

- 2019년 7월 5일 K트롯 '골든마이크'에 참가했다. 이채윤(채윤)은 7월 12일 방송에서 완벽한 무대를 선보이며 심사위원 전원 '좋아요'를 받아 그 실력을 입증했다. 데뷔 10년차 가수인 이채윤은 김혜연의 〈유리구두〉를 자신만의 스타일로 바꾸며 심사위원들의 호평을 얻었다. 원곡자인 김혜연 역시 "이게 제 노래인 줄 몰랐다"며 놀라움을 감추지 못했을 정도. 원곡자마저 놀라게 한 편곡과 힘 있는 노래로 이채윤은 6개의 '좋아요'를 받으며 즉시 합격했다.[17]

- 2019년 8월 22일 MBC FM4U '두시의 데이트 지석진입니다'에 출연해 코 성형을 깜짝 고백했다.[18]

- 2019년 9월 2일 전국 9개 민영방송이 공동 기획하는 K-트롯 서바이벌 ‘골든마이크]]’ 준결승으로 향했다. 이채윤(채윤)은 예선무대에서 아름다운 외모에 걸맞는 매력을 뽐내며 김혜연의 〈유리구두〉를 자신만의 스타일로 선보여 심사위원 전원 합격을 받는 등 준결승 진출까지 호평을 이어왔다.[19][20] 최종 Top14에 포함됐다.

- 2020년 12월 14일 기존 이채윤에서 채윤으로 활동명을 변경했다. 이날 가요무대 1680회에서 이숙의 〈눈이 내리내〉를 불렀는데 채윤이라고 언급됐다.[21]

- 2021년 2월 1일 진지하게 가요계에 출사표를 던지는 개그맨 송준근과의 듀엣 신곡 《으라차차 내 인생》을 발매했다. 《으라차차 내 인생》은 정신 없이 살아오다 보니 거울 속에 비춰진 내 모습에 놀랐지만, 그래도 긍정적으로 웃으며 순리대로 인연 따라 힘을 내서 살아보자는 가사의 곡이다.  이 앨범을 기점으로 이채윤에서 채윤으로 이름도 변경했다.[22]

- 2021년 4월 15일 마이진, 채윤, 강혜연, 박민주, 해수, 안성훈, 이도진, 김중연, 김태욱, 남승민이 '영텐(Young 10)'이라는 그룹으로 《영텐입니다》를 발매했다. 이들은 JTV에서 제작하던 '전국 TOP 10 가요쇼'에 '영텐' 2기로 출연했다.[23]

- 2021년 8월 28일 채윤이 대한민국의 전국 팔도의 특산물을 노래로 풀은 싱글 《팔도야》를 발매했다. 이 노래는 전국 모든 특산물을 노래로 해석해서 트로트의 기반으로 국악과 락을 이용한 신나는 댄스곡이다.[24]

- 2021년 10월 3일 '영텐' 멤버(출연진: 김중연, 김태욱, 남승민, 마이진, 박민주, 안성훈, 양지원, 채윤, 해수)와 함께 전북대학교 삼성문화회관에서 '영텐 콘서트 - 전주' 공연에 출연했다.[25]

- 2021년 MBN “헬로트로트”에 참가했는데 Top77(72위)였다.

- 2022년 6월 2일 그 동안 어필의 도구로 리듬감 있고 빠른 곡들을 위주로 활동해온 가수 채윤이 숨겨둔 가창력을 내세워 《못》이라는 독특한 제목의 신곡을 발매했다. 《못》은 정통 트롯 발라드를 지향하는 곡으로 채윤만이 가지고 있는 담백하고 서정적인 가창력으로 가슴을 파고드는 감동적인 곡이다.[26]

- 2022년 11월 22일 첫 미니(EP) 앨범 《즐거운 인생》을 발매했다. 타이틀곡 〈즐거운 인생〉은 소산 작사, 공정식 작곡, 정경천이 편곡한 디스코 리듬 형식의 신나는 트로트 곡이다. 작곡가 공정식은 가수 김용임의 〈부초같은 인생〉, 〈사랑님〉, 진해성의 〈사랑 반 눈물 반〉, 금잔디의 〈여여〉, 국악 가수 김다현의 〈그냥 웃자〉 등 인생을 주제로 많은 곡을 히트 시켰다. 〈즐거운 인생〉은 천년을 만년을 살 것처럼, 어떻게 보면 더디게 지나가지만, 살아가는 동안 내 맘이 가는 대로 오늘이 최고라는 생각으로 오늘을 후회 없이 보내자는 내용의 곡이다.[27]

## 방송

### TV
- 2009.10.29. M.net 《엠카운트다운》〈꽃단장〉첫방송
- 2009.11.12. Mnet 《오~굿! 콘서트》
- 2009.11.14. MBC 《쇼! 음악중심》〈꽃단장〉
- 2009.12.12. KBS 2TV 《스타 골든벨》 게스트
- 2009.12.13. SBS 《도전 1000곡》〈내 귀에 캔디〉with 조빈(노라조)
- 2009년 MBC 《음악중심》
- 2009년 KBS 《전국노래자랑》《kbs아침마당》《kbs뮤직뱅크》
- 2009년 SBS 《도전1000곡》《sbs인기가요》
- 2010.01.09. MBC《'쇼! 음악중심》, 〈꽃단장〉
- 2010년 KBC 광주방송(SBS 가맹) 전국 TOP10 가요쇼 VJ
- 2010년 OBS경인TV 《토크 인 가요》
- 2010년 《뮤직뱅크》신년특집, 〈어머나〉(장윤정)
- 2011년 OGN 《켠김에 왕까지》
- 2011년 MBC 《가요 베스트》
- 2019년 《쇼!베스트 가요쇼》올해의 히트상 시상
- 2019년 TV조선 《내일은 미스트롯]]》《KNN 골든마이크》《조선 금손 탐방기》《MBC 가요 베스트》
- 2020년 MBCevery1 《비디오스타》《부산knn 동네노래방》《청주CJB 시장에 가다》《KBS1 우리말 겨루기》
- 2020년 유튜브기부특공대 원주MBC 《강원365》
- 2020년 ~ 2021년 JTV 《전국 TOP 10 가요쇼》 영텐 2기
- 2021년 MBC강원영동 《여기 한번 살아볼까》
- 2021년 BTN라디오 봉림 스님의 《원더풀조이풀》
- 2021년 KBS1TV 6시내고향 임시패널 힘래라 전통시장 10월 14일-7384회, 11월 11일 7403회
- 2022년 KBS 1TV 《6시 내고향》리포터
- 2022년 CJB 《쇼!뮤직파워》출연 및 MC
- 2023.02.03. MBC강원영동 《가요베스트》 '2023 삼척 정월대보름제 개막축하공연' (삼척 엑스포광장), MC,〈즐거운 인생〉,〈못〉
- 2023.02.07. MBC강원영동 《강원365》 '겨울왕국으로 떠나요! - 태백산 눈축제', 리포터
- 2023.03.20. KBS 1TV 《가요무대》 1791회 '즐거운 세계여행', 〈아메리카 차이나타운〉(백설희)
- 2023.03.18. JTV전주방송 《와글와글 시장가요제》 완주고산시장 편, MC, 초대가수〈즐거운 인생〉,〈삼삼하게〉,〈팔도야〉
- 2023.04.22. G1방송 《전국 TOP 10 가요쇼》939회 (영월 관광센터),〈즐거운 인생〉,〈못〉,〈삼삼하게〉
- 2023.05.03. MBC 《가요베스트》 '2023 담양대나무축제 축하공연' (담양 추성경기장), 〈즐거운 인생〉
- 2023.05.07. KBS 1TV 《전국 노래자랑》 2021회 전북 진안군편, 〈즐거운 인생〉
- 2023.05.15. SBS F!L, MTV 《더 트롯쇼(THE 트롯SHOW)》 84회, 〈못〉

### 라디오
- 2009.12.14. SBS 러브FM 《배칠수, 전영미의 와와쇼》 첫 출연
- 2010.01.11  SBS 러브FM 《배칠수, 전영미의 와와쇼》 3주간 매주 월요일 고정 게스트
- 2022.12.27. BTN라디오 울림 《로맨틱라디오 양지원 입니다》 82회'2022 라스트 라이브디너쇼', 채윤 & 최대성, 〈삼삼하게〉, 〈즐거운 인생〉, 〈꼬마인형〉
- 2023.01.26  KNN 러브FM 《강영운의 딱 좋은 라디오》 게스트(채윤, 박혜신, 하이량),〈삼삼하게〉,〈즐거운 인생〉
- 2023.03.28. BTN라디오 울림 《로맨틱라디오 오늘은 채윤입니다》, 스페셜DJ,〈못〉,〈삼삼하게〉
- 2023.04.11. TBN대구교통방송 《TBN차차차》 '쌩유라이브',〈미운사내〉,〈즐거운 인생〉,〈못〉,〈삼삼하게〉

## 뮤지컬
- 2009.04.17. ~ 2009.06.14. 코믹살롱뮤지컬 《더 팬츠(THE PANTS)》(서울 아트센터 K 네모극장), 본명 '이슬'로 참여
- 2009.06.27.~28. 코믹살롱뮤지컬 《더 팬츠(THE PANTS)》(대전), 본명 '이슬'로 참여

## 공연
- 2021.10.03. 《영텐 콘서트 - 전주》(전북대학교 삼성문화회관)

## MC, DJ, 리포터
- 2020년 12월 ~ 2022년 8월 강원영동MBC 《강원365》 - 리포터
- 2022년 CJB 《쇼!뮤직파워》 MC
- 2023.03.28. BTN 라디오 울림 《로맨틱라디오, 오늘은 채윤입니다》 - 스페셜DJ
- 2023.06.29. ~ 2023.08.31. 실버아이TV 《베스트가요쇼》 MC
- 2024.12.28. ~ CJB 《전국 TOP 10 가요쇼》 MC[28]

## 경력
- 2020.06. JTV 《전국 TOP 10 가요쇼》 영텐(Young 10) 2기
- 2024.CJB 《전국 TOP 10 가요쇼》 핫텐(HOT 10)

## 행사
- 2012.05.17. 《제13회 녹동바다불꽃축제》 (녹동항 특설무대), 〈꽃단장〉
- 2023.04.23. 《제39회 창녕읍 선·후배 친선체육대회 》 축하공연 〈남행열차〉,〈즐겨운 인생〉,〈미운사내〉,〈삼삼하게〉

## 수상
- 2019년 《쇼!베스트 가요쇼》올해의 히트상
- 2021년 한류닷컴《한류문화대상》신인상

## 기타
- 신체 : 키 162cm, 혈액형 O형
- 특기 : 요리[29]
- MBTI : ENTP
- 좋아하는 운동 : 골프